# Cantone di Montauban-de-Bretagne
Il Cantone di Montauban-de-Bretagne è una divisione amministrativa dell'arrondissement di Rennes.
A seguito della riforma approvata con decreto del 18 febbraio 2014, che ha avuto attuazione dopo le elezioni dipartimentali del 2015, è passato da 8 a 24 comuni.

## Composizione
Gli 8 comuni facenti parte prima della riforma del 2014 erano:
- Boisgervilly
- La Chapelle-du-Lou
- Landujan
- Le Lou-du-Lac
- Médréac
- Montauban-de-Bretagne
- Saint-M'Hervon
- Saint-Uniac

Dal 2015 i comuni appartenenti al cantone sono passati a 24, ridottisi a 23 dal 1º gennaio 2016 a seguito della fusione dei comuni di La Chapelle-du-Lou e Le Lou-du-Lac a formare il nuovo comune di La Chapelle-du-Lou-du-Lac:
- Bécherel
- Bléruais
- Boisgervilly
- La Chapelle-Chaussée
- La Chapelle-du-Lou-du-Lac
- Le Crouais
- Gaël
- Irodouër
- Landujan
- Langan
- Médréac
- Miniac-sous-Bécherel
- Montauban-de-Bretagne
- Muel
- Quédillac
- Romillé
- Saint-Malon-sur-Mel
- Saint-Maugan
- Saint-Méen-le-Grand
- Saint-M'Hervon
- Saint-Onen-la-Chapelle
- Saint-Pern
- Saint-Uniac